# Nicanor Sagarduy
Nicanor Sagarduy Gonzalo, anteriormente llamado Nicanor Trapero Gonzalo, y más conocido como Canito (Baracaldo, Vizcaya, 18 de marzo de 1931 - 24 de junio de 1998), fue un futbolista español que se desempeñaba en la posición de lateral izquierdo.
En los años 50 formó una de las líneas defensivas más recordadas del Athletic Club junto a Orue y Garay.

## Trayectoria
Se inició como futbolista profesional en el Barakaldo, en la temporada 1947-48. En 1948 se incorporó al Athletic Club. Debutó en Primera División, siendo jugador del Athletic Club, el 18 de septiembre de 1948 en un partido ante el Real Valladolid, en el que los bilbaínos ganaron 7-2. En el equipo vasco pasó quince temporadas, logrando un título de Liga y cuatro títulos de Copa en 437 partidos. A pesar de sólo anotar seis goles en el club bilbaíno, marcó el gol de la victoria (minuto 84) en el primer partido de Copa Europa del club vasco, el 20 de septiembre de 1956, ante el FC Porto (1-2).
En 1963 fichó por el Deportivo Alavés, donde se retiró como futbolista.

## Selección nacional
Fue internacional con la Selección de fútbol de España en una ocasión. El 10 de marzo de 1957 jugó, contra Suiza, un partido de clasificación para el Mundial de 1958, celebrado en Madrid y que finalizó con empate a dos. Disputó los noventa minutos, siendo el capitán del equipo. 

## Clubes
| Club                     | País   | Periodo     |
| ------------------------ | ------ | ----------- |
| Barakaldo Club de Fútbol | España | 1947 - 1948 |
| Athletic Club            | España | 1948 - 1963 |
| Deportivo Alavés         | España | 1963 - 1964 |

## Palmarés

### Campeonatos nacionales
| Título                     | Club          | País   | Año     |
| -------------------------- | ------------- | ------ | ------- |
| Copa del Generalísimo      | Athletic Club | España | 1950    |
| Copa Eva Duarte            | Athletic Club | España | 1950    |
| Copa del Generalísimo      | Athletic Club | España | 1955    |
| Primera División de España | Athletic Club | España | 1955-56 |
| Copa del Generalísimo      | Athletic Club | España | 1956    |
| Copa del Generalísimo      | Athletic Club | España | 1958    |